# Myskolyrisk vals
Myskolyrisk vals är ett musikalbum av Trio Con X och Olov Johansson, utgivet 1995 av BLM Grammofon. 

## Låtlista
| Nr | Titel                               | Kompositör(er)   | Arrangör(er)                                    | Spelningstid |
| -- | ----------------------------------- | ---------------- | ----------------------------------------------- | ------------ |
| 1  | "Mördar-Cajsas polska"              | Olov Johansson   | Anders Bromander                                | 3:30         |
| 2  | "Myskolyrisk vals"                  | Olov Johansson   | Anders Bromander                                | 6:08         |
| 3  | "Ål-polska"                         | Olov Johansson   | Trio Con X, Olov Johansson                      | 4:11         |
| 4  | "Slängpolska efter Byss-Calle"      | Trad.            | Trio Con X, Olov Johansson                      | 4:15         |
| 5  | "Visa från Kulla"                   | Trad.            | Anders Bromander                                | 5:31         |
| 6  | "Imeland och Grimeland"             | Trad.            | Trio Con X, Olov Johansson                      | 3:59         |
| 7  | "Polska efter Anders Grelsson, Åre" | Trad.            | Per Johansson, Anders Bromander, Olov Johansson | 3:42         |
| 8  | "Söderstedts polska"                | Trad.            | Trio Con X, Olov Johansson                      | 5:00         |
| 9  | "Choro para Elin"                   | Anders Bromander |                                                 | 2:46         |
| 10 | "Polska från Åre"                   | Trad.            | Trio Con X, Olov Johansson                      | 3:31         |
| 11 | "Brudmarsch efter Lapp-Nils"        | Trad.            | Per Johansson                                   | 4:24         |
| 12 | "Skålarna"                          | Trad.            | Trio Con X, Olov Johansson                      | 3:03         |

## Medverkande
- Trio Con X
  - Anders Bromander — piano, kyrkorgel, elpiano, synthesizer, dragspel
  - Per V. Johansson — kontrabas, elbas
  - Joakim Ekberg — trummor, slagverk
- Olov Johansson — nyckelharpa, kontrabasharpa